# Blue Sky Blue
「Blue Sky Blue」（ブルースカイブルー）は、2015年4月29日にソニー・ミュージックアソシエイテッドレコーズから発売されたFlowerの10枚目のシングル。

## 概要
前作「さよなら、アリス / TOMORROW 〜しあわせの法則〜」から約2か月ぶりのシングルで、2015年第2弾シングル。通常盤、初回生産限定盤（CD+DVD）、期間生産限定盤（表題曲のみ）の3形態でのリリース。
Googleが発表したYouTube Rewind 2015の「2015年トップトレンド音楽動画（日本）」で40位を記録した。
このシングルを最後に市來杏香がFlowerを脱退したため、7人体制での最後のシングルとなった。

## 収録曲

### 通常盤
1. Blue Sky Blue
  - KOSE「ファシオE-girls実証ライブ」篇CMソング
2. Clover
  - リクルート「リクナビ進学」CMソング
3. さよなら、アリス baroque remix
4. Blue Sky Blue instrumental
5. Clover instrumental

### 初回生産限定盤
CD
1. Blue Sky Blue
2. Clover

DVD
1. Blue Sky Blue Music Video

### 期間生産限定盤
1. Blue Sky Blue